# Emmitt Berry
Emmitt Berry (* 28. Oktober 1955) ist ein ehemaliger US-amerikanischer Hammerwerfer.
Beim Leichtathletik-Weltcup 1977 in Düsseldorf wurde er Sechster.
1977 wurde er US-Meister. Für die University of Texas at El Paso startend wurde er 1976 NCAA-Meister. Seine persönliche Bestleistung von 69,90 m stellte er am 5. Mai 1978 in El Paso auf. 